# نوسان کوانتومی

تجسم سه بعدی نوسانات کوانتومی

اُفت و خیز کوانتومی (اُفت و خیز خلأ یا نوسان کوانتومی) (به انگلیسی: Quantum Fluctuation) به افت و خیز انرژی در نقطه‌ای از فضا گویند. یا به بیانی دیگر به پدیدآمدن ذره‌های حاوی انرژی از هیچ را افت و خیز کوانتومی می‌گویند. اصل عدم قطعیت بیان‌می‌کند که زمان و انرژی جفت یکدیگرند یعنی ناممکن است که زمان و انرژی همزمان با دقت زیاد محاسبه شوند. این عدم قطعیت فیزیک کوانتومی در محاسبه همزمان دو کمیتِ جفت برآمده از ویژگی ذاتی و ساختاری ذره‌های بنیادین است و مستقل از دستگاه اندازه‌گیری می‌باشد و ربطی به خطا و دقت اندازه‌گیری در فیزیک کلاسیک ندارد. محاسبات ریاضی مربوط به معادلات این اصل و نظریه میدان‌های کوانتمی پیش‌بینی می‌کند یک ذرهٔ حاوی انرژی می‌تواند در بازهٔ زمانی بسیار کوچک از هیچ پدید آید، البته قوانین پایستگی در فیزیک مانند پایستگی بار الکتریکی و غیره حکم می‌کنند که این ذرات باید به صورت ماده و پاد ماده باشند. این جفت ماده و پاد ماده به سرعت مجدداً یک دیگر را خنثی می‌نمایند. به این پدیده افتاخیز کوانتومی یا نوسانات کوانتمی می‌گویند.
رابطه بسیار تنگاتنگی بین این مفهوم و مفهوم مهم دیگری به نام انرژی نقطه صفر وجود دارد. انرژی نقطه صفر به نوسانات کوانتومی تصادفی در میدانهای نیروی الکترومغناطیسی (و دیگر) اشاره دارد که در همه جا در خلأ وجود دارند. به عبارت دیگر، یک خلاء «خالی» در واقع یک دیگ انرژی در حال جوشش است. این دو مفهوم می‌تواند بسیاری از پدیده‌هایی که در جهان ما رخ می‌دهد را توجیه کنند (در صفحه مربوط به انرژی نقطه صفر برخی از این پدیده‌ها بیان شده‌است) همچنین در ۱۲ دسامبر ۲۰۱۹ دانشمندان موفق شدند به وسیله نوسانات کوانتمی گرما را از خلأ عبور دهند. این روش جدید انتقال حرارت نتیجهٔ اثر کاسیمیر است که شرح می‌دهد چگونه نوسانات کوانتومی یک نیروی جاذب بین دو سطح ا